# Godfrey Binaisa
Godfrey Binaisa (Buganda, 30 de maio de 1920 — Kampala, 5 de agosto de 2010) foi um presidente de Uganda que assumiu o cargo de 20 de junho de 1979 a 12 de maio de 1980.

## A presidência
Após a derrubada de Idi Amin em 1979, Binaisa retornou a Uganda. Depois de Idi Amin, Yusuf Lule serviu como presidente interino por 68 dias. Em 20 de junho de 1979,  Binaisa foi nomeado presidente de Uganda pela Comissão Consultiva Nacional, que era então o órgão supremo da Frente de Libertação Nacional de Uganda (UNLF), uma coalizão de ex-exilados ugandenses que ajudaram a remover Idi Amin.
Quando Binaisa destituiu o chefe do Estado-Maior do Exército, Brigadeiro Oyite Ojok, ele próprio foi destituído do cargo em 12 de maio de 1980 pela Comissão Militar, um poderoso órgão da UNLF chefiado por Paulo Muwanga, e cujo vice era Yoweri Museveni (então líder de Movimento Patriótico de Uganda e o atual presidente de Uganda (1986 até hoje)). O país foi então liderado pela Comissão Presidencial de Uganda (criada alguns dias após o golpe) com, entre outros, Paulo Muwanga, Yoweri Museveni, Oyite Ojok e Tito Okello.
A Comissão Presidencial governou Uganda até as eleições gerais de dezembro de 1980. Binaisa juntou-se e tornou-se vice-presidente do Movimento Patriótico de Uganda. As eleições foram vencidas pelo Congresso do Povo de Uganda de Milton Obote, no entanto, os resultados foram contestados, levando Museveni a lançar uma rebelião de guerrilha, que posteriormente o levou a ganhar a presidência em 1986.
O desenvolvimento do sistema político "Movimento" usado anteriormente pelo governo de Museveni tem sido frequentemente atribuído a Binaisa. Chamando a ideologia de "Umbrella", Binaisa usou o sistema para consolidar sua posição durante sua própria presidência, buscando unir todos os ugandenses no mesmo círculo político.

Ao longo do início dos anos 1980 e 1990, Binaisa viveu em Nova York exercendo a advocacia e depois retornou a Uganda, onde levou uma vida tranquila na aposentadoria. Ele foi o único ex-presidente de Uganda a ser cuidado pelo Estado sob as provisões da Constituição de Uganda.